# Ekaterina Ivanovna Olsuf'eva
Ekaterina Ivanovna Olsuf'eva, nata Molčanova, in russo Екатерина Ивановна Молчанова? (9 novembre 1758 – San Pietroburgo, 3 settembre 1809), è stata una nobildonna russa.

## Biografia
Discendente da un'antica famiglia di Mosca, era figlia di Ivan Jakovlevič Molčanov. Nel 1764 venne ammessa all'Istituto Smol'nyj.  Cultrice di scienza, lettura, disegno e ricamo. Nel 1779 si diploma al corso di Caterina II e ricevette una pensione di 250 rubli l'anno.

## Matrimonio
Nel 1780, all'età di 22 anni, sposa Sergej Adamovič Olsuf'ev (1755-1818), secondogenito del segretario di Stato di Caterina II, Adam Vasil'evič Olsuf'ev e Marija Vasil'evna Saltykova, sorella di Sergej Saltykov, amante di Caterina II. Ebbero tre figli:
- Marija (1780-1805)
- Dmitrij (1780-1858)
- Elizaveta (1782-1799)

## Morte
Morì il 3 settembre 1809 a San Pietroburgo e venne sepolta nel cimitero del Monastero di Aleksandr Nevskij.